# Jeff Viggiano
Jeffrey Donald Viggiano, detto Jeff (Hartford, 24 luglio 1984), è un ex cestista statunitense naturalizzato italiano, di ruolo ala piccola.

## Biografia
La sua famiglia è originaria della Basilicata in quanto i suoi bisnonni sono emigrati negli Stati Uniti da Craco in provincia di Matera.

## Carriera

### Club
Esordisce nella stagione 2006-2007 con la squadra svedese dei Norrköping Dolphins. La stagione successiva passa al Soproni Kosárlabda Csapat nel campionato ungherese.
Nel 2008 si trasferisce in Italia, alla Pallacanestro Pavia in Legadue. Dopo un anno con la società pavese fa il salto di qualità e viene ingaggiato dall'Olimpia Milano in Serie A.
La stagione successiva passa alla Pallacanestro Biella dove gioca con una media di 12 punti a partita. Torna poi a Milano senza però trovare molto spazio, quindi a stagione in corso passa alla Pallacanestro Treviso.
Nel 2012 passa alla New Basket Brindisi con la quale disputa un'annata da 10,9 punti di media. Una stagione più tardi veste la maglia della Mens Sana Basket 1871 con la quale vince la Supercoppa italiana.
Dal 2014 al 2017 ha giocato per la Reyer Venezia.

### Nazionale
Esordisce con la Nazionale italiana nel 2011 durante l'All Star Game.
Nel 2012 prende parte al Torneo di qualificazione ad EuroBasket 2013.
Con la Nazionale disputa in tutto 13 partite per un totale di 50 punti.

## Palmarès

### Club
- Campionato italiano: 1

Reyer Venezia: 2016-2017
- Supercoppa italiana: 1 (revocato)

Mens Sana Siena: 2013

## Statistiche

### Campionato
| Stagione        | Squadra             | Competizione | Partite | Partite | Partite | Statistiche tiro | Statistiche tiro | Statistiche tiro | Altre statistiche | Altre statistiche | Altre statistiche | Altre statistiche | Altre statistiche |
| Stagione        | Squadra             | Competizione | Pres.   | Titol.  | Minuti  | Tiri da 2        | Tiri da 3        | Liberi           | Rimb.             | Assist            | Rubate            | Stopp.            | Punti             |
| --------------- | ------------------- | ------------ | ------- | ------- | ------- | ---------------- | ---------------- | ---------------- | ----------------- | ----------------- | ----------------- | ----------------- | ----------------- |
| 2006-2007       | Norrköping Dolphins | Ligan        | 29      |         | 910     | 176/318          | 59/148           | 93/126           | 151               | 83                | 55                | 30                | 622               |
| 2007-2008       | Soproni             | MKNB         | 35      |         | 1142    | 204/299          | 39/154           | 95/134           | 189               | 101               | 91                | 27                | 620               |
| Totale carriera |                     |              |         |         |         |                  |                  |                  |                   |                   |                   |                   |                   |

### Euroleague Basketball
| Stagione        | Squadra         | Competizione    | Partite | Partite | Partite | Statistiche tiro | Statistiche tiro | Statistiche tiro | Altre statistiche | Altre statistiche | Altre statistiche | Altre statistiche | Altre statistiche |
| Stagione        | Squadra         | Competizione    | Pres.   | Titol.  | Minuti  | Tiri da 2        | Tiri da 3        | Liberi           | Rimb.             | Assist            | Rubate            | Stopp.            | Punti             |
| --------------- | --------------- | --------------- | ------- | ------- | ------- | ---------------- | ---------------- | ---------------- | ----------------- | ----------------- | ----------------- | ----------------- | ----------------- |
| 2009-2010       | Olimpia Milano  | Euroleague      | 7       | 1       | 86      | 4/9              | 5/8              | 7/8              | 14                | 10                | 4                 | 3                 | 30                |
| 2011-2012       | Olimpia Milano  | Euroleague      | 3       | 0       | 29      | 3/3              | 0/4              | 0/0              | 2                 | 1                 | 1                 | 1                 | 6                 |
| 2013-2014       | Mens Sana Siena | Euroleague      | 10      | 1       | 200     | 16/30            | 10/39            | 3/5              | 26                | 12                | 8                 | 3                 | 65                |
| Totale carriera | Totale carriera | Totale carriera | 20      | 2       | 315     | 23/42            | 15/51            | 10/13            | 42                | 23                | 13                | 7                 | 101               |

### Nazionale
| Cronologia completa delle presenze e dei punti in Nazionale - Italia | Cronologia completa delle presenze e dei punti in Nazionale - Italia | Cronologia completa delle presenze e dei punti in Nazionale - Italia | Cronologia completa delle presenze e dei punti in Nazionale - Italia | Cronologia completa delle presenze e dei punti in Nazionale - Italia | Cronologia completa delle presenze e dei punti in Nazionale - Italia | Cronologia completa delle presenze e dei punti in Nazionale - Italia | Cronologia completa delle presenze e dei punti in Nazionale - Italia |
| Data                                                                 | Città                                                                | In casa                                                              | Risultato                                                            | Ospiti                                                               | Competizione                                                         | Punti                                                                | Note                                                                 |
| -------------------------------------------------------------------- | -------------------------------------------------------------------- | -------------------------------------------------------------------- | -------------------------------------------------------------------- | -------------------------------------------------------------------- | -------------------------------------------------------------------- | -------------------------------------------------------------------- | -------------------------------------------------------------------- |
| 13/03/2011                                                           | Milano                                                               | Italia                                                               | 90 - 88                                                              | World Stars                                                          | All Star Game                                                        | 4                                                                    |                                                                      |
| 11/03/2012                                                           | Pesaro                                                               | Italia                                                               | 91 - 85                                                              | World Stars                                                          | All Star Game                                                        | 5                                                                    |                                                                      |
| 25/07/2012                                                           | Trento                                                               | Italia                                                               | 79 - 71                                                              | Finlandia                                                            | Torneo amichevole                                                    | 5                                                                    |                                                                      |
| 26/07/2012                                                           | Trento                                                               | Italia                                                               | 84 - 81                                                              | Bosnia ed Erzegovina                                                 | Torneo amichevole                                                    | 0                                                                    |                                                                      |
| 27/07/2012                                                           | Trento                                                               | Italia                                                               | 84 - 73                                                              | Montenegro                                                           | Torneo amichevole                                                    | 2                                                                    |                                                                      |
| 03/08/2012                                                           | Danzica                                                              | Italia                                                               | 87 - 85                                                              | Lettonia                                                             | Torneo amichevole                                                    | 7                                                                    |                                                                      |
| 05/08/2012                                                           | Danzica                                                              | Polonia                                                              | 66 - 62                                                              | Italia                                                               | Torneo amichevole                                                    | 0                                                                    |                                                                      |
| 08/08/2012                                                           | Trieste                                                              | Italia                                                               | 78 - 70                                                              | Croazia                                                              | Torneo amichevole                                                    | 12                                                                   |                                                                      |
| 09/08/2012                                                           | Parenzo                                                              | Croazia                                                              | 72 - 70                                                              | Italia                                                               | Torneo amichevole                                                    | 3                                                                    |                                                                      |
| 15/08/2012                                                           | Sassari                                                              | Italia                                                               | 97 - 45                                                              | Portogallo                                                           | Qual. Euro 2013                                                      | 6                                                                    |                                                                      |
| 24/08/2012                                                           | Minsk                                                                | Bielorussia                                                          | 63 - 84                                                              | Italia                                                               | Qual. Euro 2013                                                      | 0                                                                    |                                                                      |
| 30/08/2012                                                           | Coimbra                                                              | Portogallo                                                           | 70 - 82                                                              | Italia                                                               | Qual. Euro 2013                                                      | 3                                                                    |                                                                      |
| 08/09/2012                                                           | Trieste                                                              | Italia                                                               | 83 - 58                                                              | Bielorussia                                                          | Qual. Euro 2013                                                      | 3                                                                    |                                                                      |
| Totale                                                               |                                                                      | Presenze                                                             | 13                                                                   |                                                                      | Punti                                                                | 50                                                                   |                                                                      |